# Galij
Gálij je kemični element, ki ima v periodnem sistemu simbol Ga in atomsko število 31.
Galij je redka, mehka srebrnkasto kovinska šibka kovina, krhka pri nižjih temperaturah, vendar tekoča nad sobno temperaturo in se lahko tudi stali v roki. V sledovih nastopa v boksitu in cinkovih rudah. Galijev arzenid se uporablja kot polprevodnik, najpomembneje v LED-diodah.